# St. Mirren FC
Saint Mirren Football Club (normalt bare kendt som St. Mirren F.C. eller bare St. Mirren) er en skotsk fodboldklub fra byen Paisley. Klubben spiller i landets bedste liga, den skotske Premier League, og har hjemmebane på St. Mirren Park. Klubben blev grundlagt i 1877, og har siden da vundet tre skotske pokaltitler, men endnu ingen mesterskaber.

## Titler
- Skotske Pokalturnering (3): 1926, 1959 og 1987

## Historiske slutplaceringer
| Sæson     | Niveau | Liga         | Placering | Kilde  |
| --------- | ------ | ------------ | --------- | ------ |
| 2025–2026 | 1.     | Premiership  | .         | [ 1 ]  |
| 2024–2025 | 1.     | Premiership  | 6.        | [ 2 ]  |
| 2023–2024 | 1.     | Premiership  | 5.        | [ 3 ]  |
| 2022–2023 | 1.     | Premiership  | 6.        | [ 4 ]  |
| 2021–2022 | 1.     | Premiership  | 9.        | [ 5 ]  |
| 2020–2021 | 1.     | Premiership  | 7.        | [ 6 ]  |
| 2019–2020 | 1.     | Premiership  | 4.        | [ 7 ]  |
| 2018–2019 | 1.     | Premiership  | 11.       | [ 8 ]  |
| 2017–2018 | 2.     | Championship | 1.        | [ 9 ]  |
| 2016–2017 | 2.     | Championship | 7.        | [ 10 ] |
| 2015–2016 | 2.     | Championship | 6.        | [ 11 ] |
| 2014–2015 | 1.     | Premiership  | 12.       | [ 12 ] |
| 2013–2014 | 1.     | Premiership  | 8.        | [ 13 ] |
| 2012–2013 | 1.     | Premiership  | 11.       | [ 14 ] |
| 2011–2012 | 1.     | Premiership  | 8.        | [ 15 ] |
| 2010–2011 | 1.     | Premiership  | 11.       | [ 16 ] |